# 二道河子水库
二道河子水库是中国内蒙古自治区赤峰市松山区境内的一座水库，位于西路嘎河上，建于1972年。水库正常库容为1730万立方米，集雨面积为1509平方千米，海拔为854.8米。